# 新津インターチェンジ
新津インターチェンジ（にいつインターチェンジ）は、新潟県新潟市秋葉区にある磐越自動車道のインターチェンジ。新潟市秋葉区や阿賀野市の最寄りインターチェンジである。

## 道路

### 本線
- E49 磐越自動車道（13番）

### 接続する道路
- 直接接続
  - 新潟県道34号新津停車場線
- 間接接続
  - 国道460号（新津東バイパス）

## 料金所
- ブース数：4

### 入口
- ブース数：2
  - ETC専用：1
  - 一般：1

### 出口
- ブース数：2
  - ETC専用：1
  - 一般：1

## 周辺
- 新津駅
- 下越病院
- 新潟県立新津工業高等学校

## 隣
E49 磐越自動車道
(12) 安田IC - 五泉PA - (13) 新津IC - (13-1) 新津西スマートIC - 新潟PA - (42) 新潟中央JCT